# مايك جنكينز (لاعب كرة قدم أمريكية شمالية)
مايك جنكينز (بالإنجليزية: Mike Jenkins)‏ هو لاعب كرة قدم أمريكية شمالية ‏ أمريكي، ولد في 3 نوفمبر 1982 في وستمنستر في الولايات المتحدة، وتوفي في 28 نوفمبر 2013 في مقاطعة دوفين في الولايات المتحدة.